# 谷口町 (名古屋市)
谷口町（たにぐちちょう）は、愛知県名古屋市千種区にある町名。丁番を持たない単独町名である。住居表示実施済み。

## 地理
名古屋市千種区の北西部に位置し、東は宮の腰町、西は清明山、南は茶屋坂通、北は東区前浪町に接する。

## 歴史

### 町名の由来
鍋屋上野町字谷口による。

### 沿革
- 1988年（昭和63年）11月20日 - 千種区鍋屋上野町の一部より、同区谷口町が成立[2]。

## 世帯数と人口
2019年（平成31年）1月1日現在の世帯数と人口は以下の通りである。
| 町丁   | 世帯数  | 人口  |
| ------ | ------- | ----- |
| 谷口町 | 185世帯 | 392人 |

### 人口の変遷
国勢調査による人口の推移
| 1995年（平成7年）  | 280人 | [ WEB 5 ] |  |
| 2000年（平成12年） | 200人 | [ WEB 6 ] |  |
| 2005年（平成17年） | 318人 | [ WEB 7 ] |  |
| 2010年（平成22年） | 357人 | [ WEB 8 ] |  |
| 2015年（平成27年） | 349人 | [ WEB 9 ] |  |

## 学区
市立小・中学校に通う場合、学校等は以下の通りとなる。また、公立高等学校に通う場合の学区は以下の通りとなる。
| 番・番地等 | 小学校               | 中学校               | 高等学校 |
| ---------- | -------------------- | -------------------- | -------- |
| 全域       | 名古屋市立上野小学校 | 名古屋市立振甫中学校 | 尾張学区 |

## 交通
- 愛知県道215号田籾名古屋線（出来町通）

## 施設
- スギ薬局 谷口店
- 願正寺

## その他

### 日本郵便
- 郵便番号 : 464-0081[WEB 2]（集配局：千種郵便局[WEB 12]）。

### WEB
1. 1 2  “町・丁目(大字)別、年齢(10歳階級)別公簿人口(全市・区別)”.   名古屋市 (2019年1月23日). 2019年1月23日閲覧。
2. 1 2  “郵便番号”.  日本郵便. 2019年1月6日閲覧。
3. ↑  “市外局番の一覧”.   総務省. 2019年1月6日閲覧。
4. ↑  “千種区の町名一覧”.   名古屋市 (2015年10月21日). 2019年1月12日閲覧。
5. ↑  総務省統計局 (2014年3月28日). “平成7年国勢調査の調査結果(e-Stat) - 男女別人口及び世帯数 －町丁・字等” (CSV). 2019年4月27日閲覧。
6. ↑  総務省統計局 (2014年5月30日). “平成12年国勢調査の調査結果(e-Stat) - 男女別人口及び世帯数 －町丁・字等” (CSV). 2019年4月27日閲覧。
7. ↑  総務省統計局 (2014年6月27日). “平成17年国勢調査の調査結果(e-Stat) - 男女別人口及び世帯数 －町丁・字等” (CSV). 2019年4月27日閲覧。
8. ↑  総務省統計局 (2012年1月20日). “平成22年国勢調査の調査結果(e-Stat) - 男女別人口及び世帯数 －町丁・字等” (CSV). 2019年4月27日閲覧。
9. ↑  総務省統計局 (2017年1月27日). “平成27年国勢調査の調査結果(e-Stat) - 男女別人口及び世帯数 －町丁・字等” (CSV). 2019年4月27日閲覧。
10. ↑  “市立小・中学校の通学区域一覧”.   名古屋市 (2018年11月10日). 2019年1月14日閲覧。
11. ↑  “平成29年度以降の愛知県公立高等学校（全日制課程）入学者選抜における通学区域並びに群及びグループ分け案について”.   愛知県教育委員会 (2015年2月16日). 2019年1月14日閲覧。
12. ↑  郵便番号簿 平成29年度版 - 日本郵便. 2019年01月06日閲覧 (PDF)

### 書籍
1. ↑  名古屋市計画局 1992, p. 110.
2. ↑  名古屋市計画局 1992, p. 728.